# Ири (Канзас)
Ири (енгл. Erie) град је у америчкој савезној држави Канзас.

## Демографија
По попису из 2010. године број становника је 1.150, што је 61 (-5,0%) становника мање него 2000. године.
| Група             | 2000.         | 2010.         |
| Белци             | 1.168 (96,4%) | 1.067 (92,8%) |
| Афроамериканци    | 2 (0,2%)      | 3 (0,3%)      |
| Азијати           | 1 (0,1%)      | 1 (0,1%)      |
| Хиспаноамериканци | 22 (1,8%)     | 64 (5,6%)     |
| Укупно            | 1.211         | 1.150         |